# Francisco Sosa Wagner
Francisco Sosa Wagner (Alhucemas, Protectorat espanyol al Marroc, 1946) és un jurista, catedràtic i escriptor espanyol. El 7 de juny de 2009 va ser escollit eurodiputat com a cap de llista d'Unió, Progrés i Democràcia.

## Biografia
Va passar la seva infància a Melilla, on el seu pare era metge civil. El seu avi matern era alemany, d'aquí el seu cognom. Als onze anys, després de la independència del Marroc la seva família es va traslladar a València. Llicenciat i Doctor en Dret per la Universitat de València, va ampliar els seus estudis a Tübingen i Roma. Va iniciar la seva carrera acadèmica com a ajudant del professor Eduardo García de Enterría a Madrid i del professor Ramón Martín Mateo a Bilbao. El 1976 fou nomenat agregat de la Universitat d'Oviedo. Va ser secretari general d'aquesta universitat, quan Teodoro López Cuesta n'era rector. Durant la Transició va militar al Partido Socialista Popular.
Va ser membre de la Comissió d'Experts que va presidir Eduardo García de Enterría i que va dissenyar el model autonòmic espanyol i Secretari General Tècnic del Ministeri per a les Administracions Públiques entre desembre de 1982 i gener de 1987. Així mateix, va participar en la redacció, a proposta del PSOE, de l'Estatut d'Autonomia d'Astúries i va ser Vicepresident de la Comissió de Transferències a la Comunitat Autònoma d'Astúries.
Des de la dècada dels vuitanta, és catedràtic de Dret Administratiu a la Universitat de Lleó, on va formar part del tribunal que va enjudiciar la tesina realitzada per José Luis Rodríguez Zapatero sobre l'autonomia de Castella i Lleó i que va ser qualificada amb excel·lent. Com a mestre va dirigir, entre d'altres, les tesis doctorals de Leopoldo Tolivar Alas, Tomás Quintana López, Santiago González-Encalles Ibáñez i Mercès Fortes López, tots ells catedràtics de Dret Administratiu.
Després de la seva desvinculació de l'activitat política, el 2007 va col·laborar en actes de l'associació Ciutadans de Catalunya, i el 2008 va adherir al Manifiesto por la lengua común. El 2 de setembre d'aquest any Unió, Progrés i Democràcia (UPyD) va anunciar que seria el seu cap de llista a les eleccions al Parlament Europeu de 2009, en les quals va ser escollit eurodiputat per l'únic escó obtingut per aquest partit al Parlament Europeu (la llista UPyD va obtenir 449.499 vots, 2,87%). Sosa Wagner va quedar com a diputat no adscrit a cap grup parlementari. Forma part de la Comissió d'Indústria, Investigació i Energia i és suplent de la de Desenvolupament dins del Parlament Europeu.
El 30 d'octubre de 2008 va ser escollit membre de l'Acadèmia Internacional de Dret Comparat, organització fundada el 1924 a la Haia per potenciar el coneixement científics amb la fi enriquir els ordenaments jurídics nacionals amb el coneixement dels d'altres estats.

## Obra
Les seves dotzenes de publicacions atenen aspectes jurídics, històrics, narratius i d'assaig.
Com a jurista són molt conegudes les seves monografies: Manual de Derecho local, La gestión de los servicios públicos locales (el 2008 aparegué la 7a edició), El contrato de suministro, La expropiación forzosa, etc. Així mateix és autor d'un centenar de treballs sobre aquesta mateixa.
En el camp de la història ha publicat La construcción del Estado y del Derecho administrativo i les biografies de José Posada Herrera, Posada Herrera, actor y testigo del siglo XIX i la de Pius IX Pío IX, el último soberano.
El 2002 i 2004 aparegueren els dos toms de l'obra Maestros alemanes del derecho público, un recorregut pel dret públic alemany dels segles XIX i xx i en aquesta mateixa línia s'inscriu el llibre Carl Schmitt y Ernst Forsthoff: coincidencias y confidencias (2008).
Com assagista destaquen El mito de la autonomía universitaria, l'estudi preliminar a la traducció La trampa del consenso de Thomas Darnstädt, amb el seu fill Igor Sosa Mayor El Estado fragmentado. Modelo austro-húngaro y brote de naciones en España (2006), Juristas en la Segunda República. 1. Los iuspublicistas (2009), on aborda el passat espanyol comprès entre el començament del segle XX i els anys cinquanta amb l'atenció posada en alguns juristes de qui deixa testimoni; i amb Mercedes Fuertes El Estado sin territorio. Cuatro relatos de la España autonómica (2011).
Com a novel·lista ha estat guardonat amb el Premi Miguel Delibes el 1992 per la novel·la Es indiferente llamarse Ernesto i amb el Premi de Café Bretón el 1993 per Escenas históricas pero verdaderas. Una altra novel·la, Hígado de oca a las uvas, és una sàtira colpidora sobre l'especulació immobiliària.
També col·labora habitualment en el diari El Mundo i La Nueva España, i és autor de gairebé un miler d'articles de caràcter costumista i literari publicats sota el títol genèric de Soserías en diversos periòdics, alguns recollits en el llibre Los juristas, las óperas y otras soserías. A més, en el llibre Guindas en aguardiente conrea un gènere literari proper a les greguerías.

## Actuacions al Parlament europeu
En els seus discurs davant els plens de la càmera defensa una Europa federal amb institucions comunes fortes. En les seves preguntes a la Comissió s'ha ocupat d'assumptes mediambientals, de salut pública, de caràcter financer i econòmic, de protecció als consumidors, etc. És l'autor d'un important informe, aprovat per una majoria aclaparadora de l'Eurocambra sobre el govern d'Internet al món. Ha participat en més de dos mil votacions. Moltes han tingut rellevància i alguna certa difusió periodística, per exemple el 6 d'abril de 2011 votà en contra d'una proposta d'estalvi segons la qual els eurodiputats volarien en classe turista en els vols de durada inferior a quatre hores. Posteriorment va canviar el sentit del seu vot a l'abstenció. La imatge d'un discurs, pronunciat amb un cogombre a la mà en defensa del camp espanyol, va donar literalment la volta al món: va ser portada de centenars de periòdics. També les televisions se'n van fer ressò.